# Clive (nome)
Clive  è un nome proprio di persona inglese maschile.

## Origine e diffusione
Riprende il cognome Clive, che significa "scogliera", "rupe", "scarpata" in inglese antico, e originariamente denotava proprio una persona che viveva in prossimità di uno di questi luoghi.

## Onomastico
Il nome è adespota, ovvero non è portato da alcun santo. L'onomastico si può festeggiare il 1º novembre, giorno di Ognissanti.

## Persone

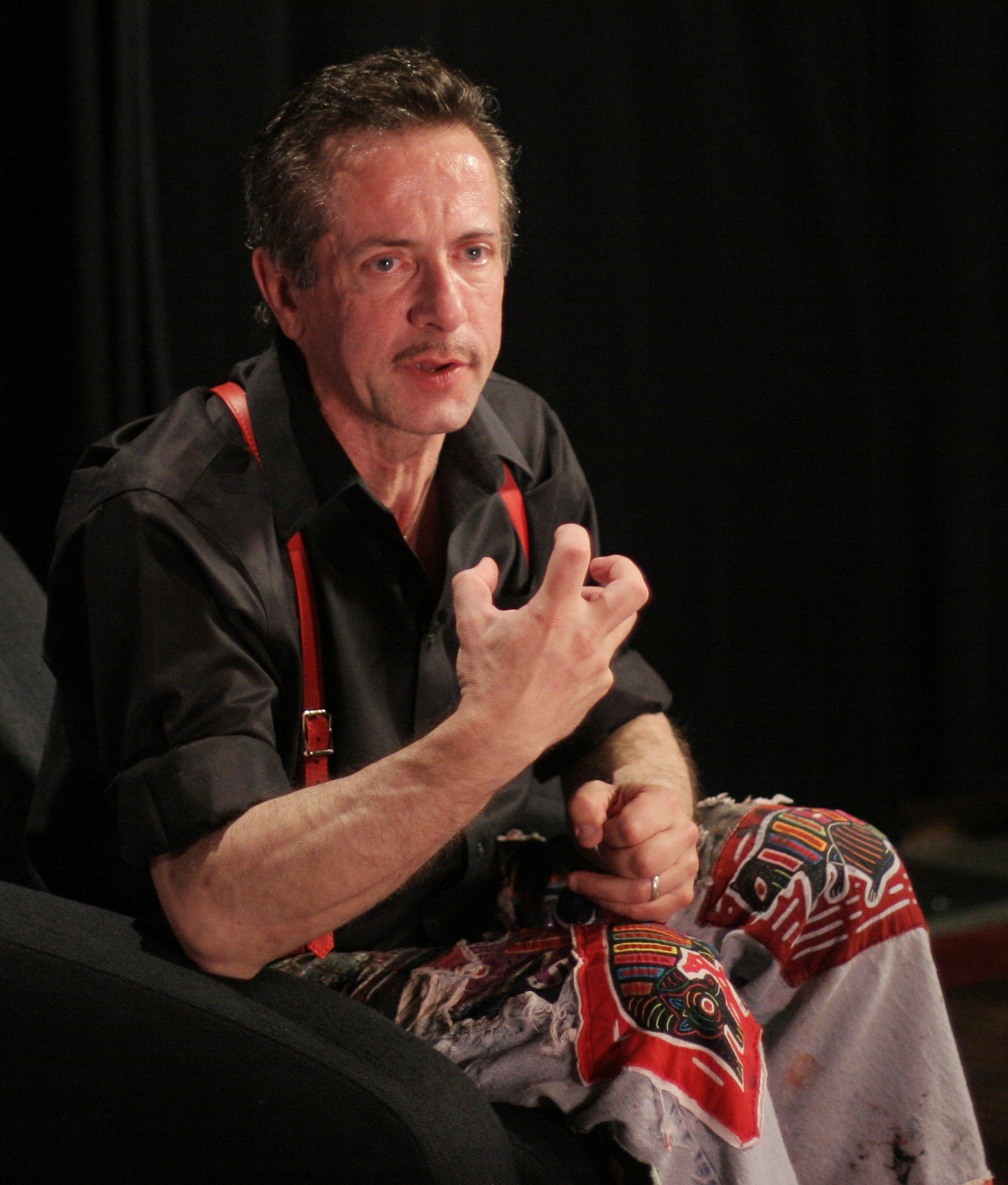
Clive Barker

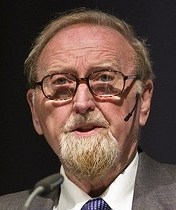
Clive Granger

- Clive Allen, calciatore, allenatore di calcio e dirigente sportivo britannico
- Clive Barker, scrittore e regista britannico
- Clive William Barker, allenatore di calcio sudafricano
- Clive Bell, critico d'arte britannico
- Clive Bunker, batterista britannico
- Clive Burr, batterista britannico
- Clive Brook, attore britannico
- Clive Carter, attore e cantante britannico
- Clive Chin, produttore discografico giamaicano
- Clive Cussler, scrittore statunitense
- Clive Davis, produttore discografico statunitense
- Clive Granger, economista e statistico britannico
- Clive Malcolm Griffiths, conduttore radiofonico e televisivo inglese
- Clive Mantle, attore britannico
- Clive Owen, attore britannico
- Clive Puzey, pilota automobilistico zimbabwese
- Clive Revill, attore britannico
- Clive Rowlands, rugbista e allenatore di rugby gallese
- Clive Ruggles, astronomo, archeologo e docente universitario britannico
- Clive Russell, attore britannico
- Clive Sinclair, imprenditore e inventore inglese
- Clive Staples Lewis, scrittore e filologo britannico
- Clive Walker, calciatore britannico
- Clive Williams, rugbista a 15 gallese
- Clive Woodward, rugbista a 15, allenatore di rugby e dirigente sportivo britannico